# Соня Джонстона
Соня Джонстона (Graphiurus johnstoni) — вид грызунов рода африканские сони семейства соневые. Видовое название дано в честь английского натуралиста Гарри Джонстона (1858—1927). Встречается в Малави, Замбии и Зимбабве. Обитает во влажных саваннах.